# プルドポーク

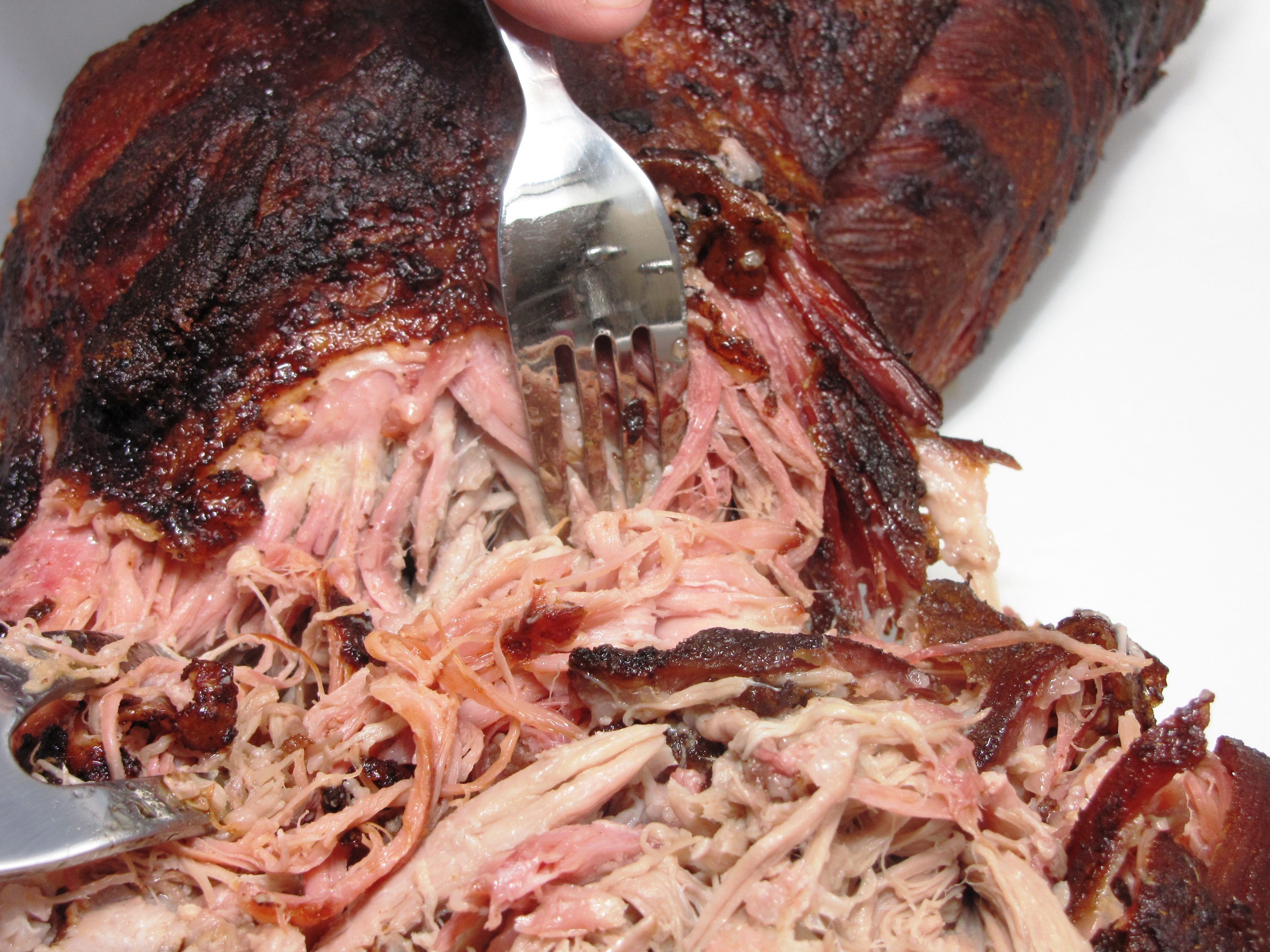
豚肉をフォークでほぐしている。

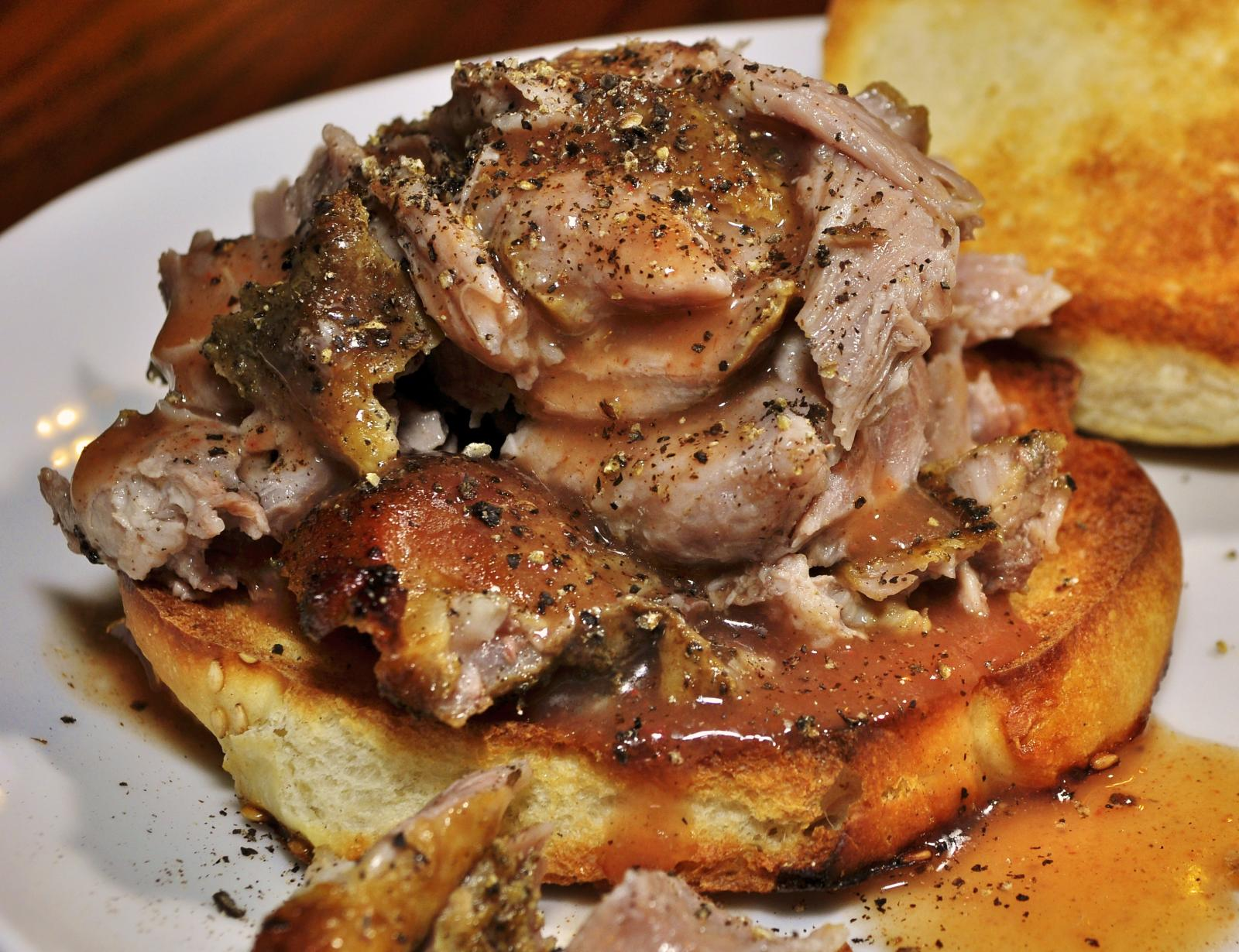
プルドポーク・サンドイッチ。

プルドポーク（英: pulled pork、「むしった豚肉」）とは豚の肩肉に低温でじっくり火を通し、細かくほぐしてソースで和えた料理。アメリカ南部のテネシー州メンフィスやノースカロライナ州の代表的なバーベキュー料理とされる。本来は野外で長時間燻して作るが、屋内でスロークッカーを用いて蒸し煮にするタイプもある。パンに乗せたり、単独で食べたりする。見た目は無骨だがフォークでほぐせるほど柔らかく、脂を落として肉の旨味を味わうことができる料理である。アメリカにおけるBBQの三大料理（他はスペアリブ、ブリスケット）のひとつとされる。

## 調理法
プルドポークには豚肩ロースの塊肉が用いられる（正確にはそれより少し前方にあるボストンバットという部位）。まずパプリカ、ブラウンシュガー、クミン、チリ、塩コショウなどのスパイスミックス（ドライ・ラブ）を肉の表面にもみ込む。蓋つきのバーベキューグリルに炭やスモーク材で熾火を作り、直火を当てないように肉を燻す。スパイス層がスモークされることでバークと呼ばれる風味の強い薄皮ができる。半日経って肉が柔らかくなったら、フォークやトングで細かくほぐす。熊の爪状の専用器具を使うこともある。加熱中に肉の内部温度が65℃を超えると、表面で水分の蒸発が盛んになって温度が上がりにくくなる。それを防ぐため肉をアルミホイルで包むやり方を「テキサスクラッチ」という。この方法では調理時間が短くて済むが、バークができにくくなるため好まない者もいる。
バーベキュー以外にもスロークッカーや家庭用オーブン、電気圧力鍋（マルチクッカー）を使うやり方もある。135℃の低温にセットしたオーブンで6 - 8時間焼くと塊肉はおよそ半分に縮み、容易にほぐれるようになる。圧力鍋では1時間程度の加熱で十分である。スロークッカーを使う場合、肉をドクターペッパーやコーラで煮込み、ほぐしてバーベキューソースで和えるだけの簡便なレシピが知られている。これらの場合でも、塊肉にスパイス類や塩コショウを表面にすり込んでから冷蔵庫で一晩寝かせたり、蒸し煮にする前に表面に焼き目を付けたりすることで本格的なプルドポークに近づけられる。
大きな塊肉を使って安価に作ることができ、メニューの応用も効くことからパーティーやポトラック向けの料理とされる。

## 歴史
バーベキューが盛んな米国南部には地域ごとに異なったスタイルがあり、そのうちテネシー州メンフィスを代表する料理がプルドポークである。同市では豚の肩肉にニンニクやパプリカなどをすりこんでから時間をかけて焼き、酸味のあるトマトベースのバーベキューソースで味付けする。プルドポークをサンドイッチにする食べ方は多くの地域で見られるが、メンフィスではピザやナチョス、スパゲッティとともに食べることもある。
「プルドポーク」という言葉はテネシー州西部で遅くとも1973年には使われていた。1980年以降、全国的な小売りチェーンであるクローガーが商品化したことにより近隣の州を超えて知られ始めた。1990年代から2000年代にかけて、バーベキューブームとインターネット文化の発展によって全米各地のレシピが混交する中でプルドポークも浸透していき、元からあった調理法に置き換わるまでになった。
ノースカロライナの一部にも丸ごと焼いた豚から肉をむしり取って食べる伝統的なバーベキューがあった。酢に塩コショウとカイエンペッパーなどを混ぜたソースが使われていた。しかし1990年代に著名なシェフが「ノースカロライナ・プルドポーク」という名のレシピを広めたことで、ノースカロライナは一般的なプルドポーク・スタイルの発信地と見なされるようになった。カンサスシティのバーベキューでは伝統的にポークリブやスモークハムが中心だったが、やはり2000年代に肩肉をほぐすプルドポークが定着した。アラバマでは酢とマヨネーズのソースを使ったプルドポーク・サンドイッチが人気である。
日本ではほとんど無名の料理だったが、2019年ごろから注目され始めた。米国食肉輸出連合会は2020年1月の日米貿易協定発効を機に米国産豚肉の消費を拡大することを狙い、この時期にプルドポークの普及活動を行っていた。飲食店情報サイトぐるなびは2020年のトレンドメニューにプルドポークを選び、取扱店舗が2年間で2.7倍と急増していることや、「肉々しい」料理やバーベキューへの関心が高まっていることを挙げた。